# Менофан
Менофан (др.-греч. Μηνοφάνης) — полководец Митридата Эвпатора, разграбивший в 88 году до н. э. ходе 1-й Митридатовой войны остров Делос. Согласно Павсанию, он погиб во время нападения делосских купцов сразу после разграбления острова. По другой версии, был только главой пиратской эскадры, вошедшей в состав флотилии под общим руководством Архелая и действовавшей против римлян.